# Islay Hill
Islay Hill è un neck, ossia un collo vulcanico, alto 236 m, situato nei pressi della cittadina californiana di San Luis Obispo, nella contea omonima.
Il rilievo risale a circa 20 milioni di anni fa, periodo in cui la regione era ancora vulcanicamente attiva e fa parte della catena di neck chiamata Nine Sisters, che si estende tra la città costiera di Morro Bay e San Luis Obispo, di cui è la cima più meridionale.